# Teucrium asiaticum
Teucrium asiaticum es una especie de planta herbácea de la familia Lamiaceae endémica de las Islas Baleares.

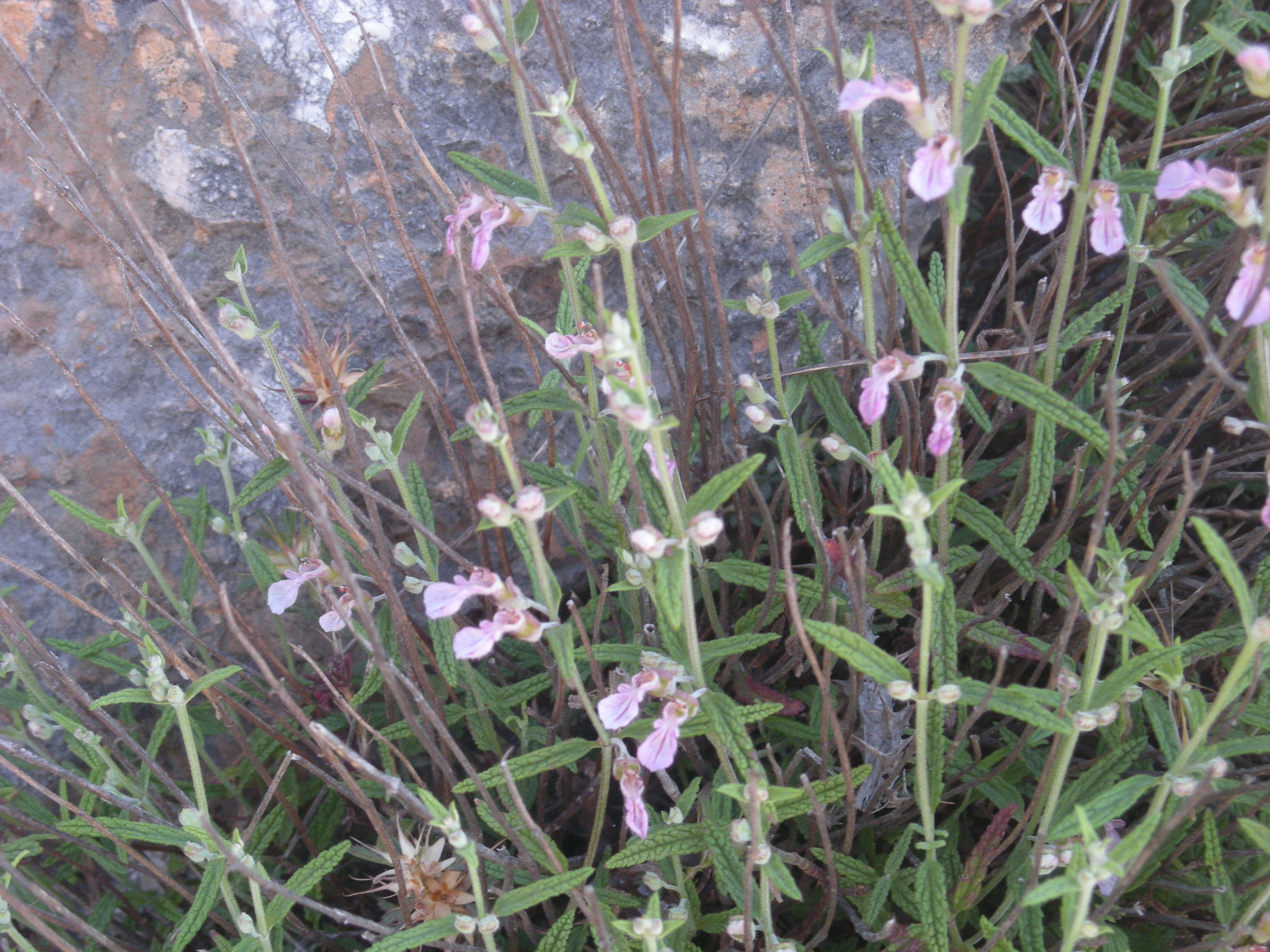
Vista de la planta

## Descripción
Sufrútice de 20-45 cm de alto, erecto, de olor penetrante. Los tallos son cuadrangulares, ascendentes y gráciles: los jóvenes verdes o rojizos, con glándulas esferoidales o con pelos papilosos retrorsos, los viejos pardo-rojizos, glabrescentes.
Las hojas miden 18-35 por 2-4 mm, linear-lanceoladas, lineares, cuneadas, de lámina atenuada en un pecíolo de 3-4 mm, dentadas o serradas con dientes mucronulados, planas o algo revolutas, con haz verde obscura, rugosa, con pelos flexuosos, retroflexos y con glándulas esferoidales, con envés blanquecino, con glándulas esferoidales y pelos retrorsos esparcidos.
La inflorescencia simple o ramificada, en racimos laxos de verticilastros de 2 flores opuestas, la parte superior con 8-12 verticilastros, las laterales con solo 2-5. Las brácteas inferiores 9-10 por 3 mm, como las hojas caulinares, oblongo-lanceoladas, agudas, cuneadas, dentadas desde la mitad o el tercio superior, planas y las bractéolas son ovado-lanceoladas, cuneadas, agudas o acuminadas, las superiores de 5 por 1,5 mm, enteras, más cortas que el pedicelo floral.
Las flores tienen un pedicelo de 3,5-6 mm, retorcidos en la fructificación, con pelos retrorsos y glándulas esferoidales. El cáliz, de 4-5 mm, campanulado, giboso, bilabiado tiene un tubo 3-3,5 mm, más largo bajo el seno del labio inferior, más corto bajo el seno del superior, de 2,2-2,5 mm, verde, reticulado, con glándulas esferoidales o con pelos cortos, papilosos, retrorsos, con anillo de pelos de la garganta (carpostegio) tenue; el labio superior de 2 por 2 mm, ovado-oblongo, cordiforme, cuspidado o mucronado, ascendente, con dorso plano, con margen y nervios engrosados; el labio inferior con 4 dientes triangular-obtusos, mucronados o espinescentes, convergentes, los centrales agudo-acuminados, los laterales más hendidos, ciliados, con glándulas esferoidales en la cara interna.
La corola, de 8-8,5 mm, es bilabiada, rosada con el tubo de 4-4,5 mm, exerto al menos en 1/3 de su longitud, ensanchado en la boca, pubescente, rosado; lóbulos latero-superiores muy reducidos a dos auriculas erectas; el labio inferior tiene unos 5-6 mm, con lóbulos laterales inferiores de 1 por 0,2 mm, oblongos, pubescentes en la cara externa; el lóbulo central, de 3 por 1,5 mm, es oblongo, espatulado, con garganta de cerca de 1 mm, muy deflexo, pubescente en la cara dorsal.
Los frutos son núculas de 1,2-1,5 mm, subglobosas, lisas, con glándulas esferoidales, de color pardo.

## Distribución y hábitat
Claros de bosque, bordes de camino, lugares abiertos y nitrificados, fisuras de rocas y pendientes pedregosas y rocosas, en substrato calizo; desde 50 hasta 1400 m. de altitud. Endémico de las Islas Baleares, concretamente Mallorca y Menorca (España). Florece de mayo hasta noviembre.

## Taxonomía
Teucrium asiaticum, fue descrita por Carlos Linneo y publicado en Mantissa 1: 80. 1767.
Etimología
Teucrium: nombre genérico que deriva del Griego τεύχριον, y luego el Latín teucri, -ae y teucrion, -ii, usado por Plinio el Viejo en Historia naturalis, 26, 35 y  24, 130, para designar el género Teucrium, pero también el Asplenium ceterach, que es un helecho (25, 45). Hay otras interpretaciones que derivan el nombre de Teucri, -ia, -ium, de los troyanos, pues Teucro era hijo del río Escamandro y la ninfa Idaia, y fue el antepasado legendario de los troyanos, por lo que estos últimos a menudo son llamados teucrios. Pero también Teucrium podría referirse a Teûkros, en latín Teucri, o sea Teucro, hijo de Telamón y Hesione y medio-hermano de Ajax, y que lucharon contra Troya durante la guerra del mismo nombre, durante la cual descubrió la planta en el mismo período en que Aquiles, según la leyenda, descubrió la Achillea.
asiaticum: este epíteto del Latín es extraño para una planta endémica de unas islas del Mediterráneo occidental, pero Linneo en su diagnosis original en Mantissa Plantarum. Generum editionis VI. Et specierum editionis II de 1767  indica claramente que ignora su procedencia: "Habitat in India Orientali?", con interrogante. Sin embargo, y asumiendo que esta es su origen real, califica la especie de "asiática".
Citología
Número de cromosomas de Teucrium asiaticum  (Fam. Labiatae) y táxones infraespecíficos: 
2n=32.
Sinonimia
- Scorodonia lancifolia Moench, Methodus: 384, 1794
- Teucrium lancifolium (Moench) Boiss., Diagn. Pl. Orient., II, 4: 56,1859[8]

## Nombre común
- Catalán y Mallorquín : brutònica[2]